# Antonio Quiroga
Antonio Quiroga y Hermida (Betanzos, 20 de abril de 1784-Santiago de Compostela, 26 de marzo de 1841) fue un senador y militar español, protagonista junto con Rafael del Riego del levantamiento liberal en Las Cabezas de San Juan el 1 de enero de 1820, que sublevó contra el absolutismo del rey Fernando VII a la expedición militar destinada a sofocar las insurrecciones independentistas en ultramar, y que marcó el comienzo del Trienio Liberal (1820-1823).

## Biografía
Inició su carrera militar como marino, siendo guardiamarina en Ferrol, fue luego profesor del Colegio Naval Militar. Durante la invasión napoleónica se enroló en el ejército para luchar contra los franceses. Al terminar la guerra de la Independencia ostentaba el grado de coronel y mandaba el regimiento de Cataluña, teniendo notable influencia entre sus oficiales y soldados. Formó parte de las logias masónicas y participó en el intento de sublevación militar que en 1817 preparaban los también militares liberales españoles José María de Torrijos y Uriarte y Juan Van Halen y Sartí. Este último había sido compañero suyo en el Colegio Naval Militar y sería su cuñado ya que se casó con su hermana María del Carmen Quiroga y Hermida.
En 1818 había sido destinado con su unidad al Ejército expedicionario destinado a ultramar, que por entonces se reunía en las inmediaciones de Cádiz. Secundó el pronunciamiento del teniente coronel Rafael del Riego, que hizo restablecer la Constitución de 1812. Quiroga era el militar de mayor graduación entre los sublevados y fue elegido general sobre el terreno por el resto de los oficiales. El ascenso fue confirmado por el gobierno liberal tras el éxito del pronunciamiento, y pronto fue elevado a mariscal de campo siéndole otorgada la gran cruz de la Orden de San Fernando. Combatió contra los Cien Mil Hijos de San Luis que, mandados por el duque de Angulema, acudieron en auxilio de Fernando VII para que recuperase el poder absoluto. En 1823 sus tropas capitularon ante el ejército francés en La Coruña. Tras el triunfo absolutista se exilió en Londres donde permaneció hasta 1834. Después de la muerte de Fernando VII y el fin de la Década Ominosa regresó a España como teniente general y ocupó el cargo de capitán general de Castilla la Nueva. Representó también a Galicia en las Cortes de las que fue vicepresidente. Falleció en Santiago de Compostela el 26 de marzo de 1841.